# MOTHER (ゲーム)
『MOTHER』（マザー、英題: EarthBound Beginnings）は、エイプとパックスソフトニカが開発し任天堂より1989年7月27日に発売されたファミリーコンピュータ用ゲームソフト。コピーライターの糸井重里がゲームデザインを手掛けるコンピュータRPG「MOTHERシリーズ」の第1作目。

## 概要
1980年代のアメリカ合衆国を舞台にした作品である。SFファンタジー的な設定やストーリー、ポップミュージック基調のBGMやカートゥーン風のキャラクターデザインなどの要素が多く含まれている。物語は、アメリカの架空の町に住む主人公の少年が、各地で発生する様々な怪奇現象の原因を探るべく、仲間と共に冒険するさまが描かれる。
発売当時放映されたテレビCMでは「エンディングまで、泣くんじゃない。」「名作保証」というキャッチコピーが用いられていた。これはコピーライターの一倉宏が手がけたフレーズである。
2003年6月20日には、本作『MOTHER』とシリーズ2作目『MOTHER2 ギーグの逆襲』を1つのソフト内に収録した移植作品『MOTHER1+2』が発売。ファミリーコンピュータ版から一部のテキストやグラフィックが変更されたほか、エンディングでは主人公たちのその後の様子を描いたエピローグが追加されている。
2015年に米国で開催されたゲームイベント「任天堂ワールド・チャンピオンシップ2015」の中で糸井が映像で登場し、本作の日本国外版がWii Uバーチャルコンソールとして『EarthBound Beginnings』のタイトルで配信されることが発表された。その後、北米では同年6月14日から、欧州では6月15日から配信を開始した。日本においても、6月15日に国内版が配信されている。
2022年2月10日には、Nintendo Switch Onlineの加入者向け特典である『ファミリーコンピュータ Nintendo Switch Online』にて配信が開始された。

## システム

### 特徴的な基本システム
- 移動時に、上下左右方向だけでなく、コントローラーの十字キーの上/下と左/右を同時に押すことで斜め方向にも移動できる[注 1]。
- 町とフィールドは同じ尺度で描写されている。これは当時のRPGで一般的だった、フィールド上にある町のシンボルに重なると町のマップに切り替わるという構成とは異なるものである。基本的には町の中では敵は出現しない。
- 建物内やダンジョンでは他の部屋や他の階層に移動するたびに画面が切り替わる。また一般的なRPGにおける宝箱の代わりに「プレゼントの箱」が存在する。
- 主人公たちは、バット・フライパン・エアガン・ナイフなどの道具を武器に、コイン・腕輪・ペンダントを防具に用いる。また、敵との戦闘で経験値を得てレベルが上がることで「PSI」と呼ばれる超能力を会得する。このPSIが一般的なRPGにおける魔法に相当し、攻撃用、回復用など様々な種類がある。一般的なRPGでいうところのMPにあたる、PSIを消費する際に消費する数値は、PP（サイパワー）と称する。
- 冒険データのセーブは、町の店の中などに設置されている公衆電話や黒電話から主人公の父親（パパ）に電話をかけることで行う。公衆電話は、1ドルを支払うか、アイテム「テレホンカード」を用いることで利用できる。

### 町の施設
町には多数の建物が建っているが、すべての建物が中に入れるわけではなく、中に入れない建物もある。上部が丸いドアのついた建物と、看板のある建物は中に入ることができる。
- デパート - 様々なアイテムを販売している高層の店。1階ではキャッシュディスペンサー、公衆電話があるほか、返品（アイテム売却）も受け付けている。
- ハンバーガーショップ - オレンジジュース、フライドポテト、ハンバーガーを販売している（いずれもHP回復効果がある）。
- ホテル - 宿泊費を支払いHPとPPを全回復させることができる。
- 病院 - 有料で毒状態や風邪状態（徒歩移動中にダメージを受ける状態）を治療したり、意識不明（HPが0の状態）のキャラクターをカムバック（復活）させたりできる。
- ヒーラーの家 - 有料でPPの回復や石化状態（行動不能状態）の治療の施しを受けることができる。
- JACKの店 - 小規模の町で様々なアイテムを販売する店。デパートと違いアイテムの返品はできない。

このほか、町によって、町役場、小学校、ライブハウスなどの施設がある。

### 移動手段
以下の手段を用いることで、現在地から離れた場所へ素早く移動できる。
パラダイス鉄道
多くの町を結ぶ大陸横断鉄道。駅で距離に応じた運賃を支払って乗車し目的の町まで行くことができる。
テレポーテーション
これまで訪れた町へ瞬時に移動できるPSI。使用すると高速で助走し始め数秒後に目的地へ転移する。助走中に障害物にぶつかると失敗し黒焦げになる（ダメージは受けない）。十字キーで助走方向を変えることができる。
めのうのつりばり
マジカント（後述）に一瞬で移動できるアイテム。
パンくず
アイテム「パン」は、食べるとHPを回復できるが、「つかう」ことで「パンくず」になる。以降、フィールド上を歩く際にはこのパンくずを撒き続け、後にこのパンくずを辿って使い始めた場所まで戻ることができる。パンくずはキャラクターごとに1つだけ所持でき、それぞれ別の場所で用いることができる。使用中に上記の3つの移動手段をとった場合は効果が消えてしまう。

### 戦闘
フィールドやダンジョンを歩いていると一定確率で敵に出会い、画面が切り替わって戦闘が開始される（ランダムエンカウント方式）。
各キャラクターの行動を入力したあと、ステータスの一つ「スピード」（素早さ）の値が大きいキャラクター（敵味方含む）から順番に行動する。また、「オート」を選択するとキャラクターの行動をコンピュータに任せることができる。
敵に勝利した際には、「○○はわれにかえった」や「○○はおとなしくなった」など敵の種類により異なるメッセージが表示される。戦闘後には経験値を得られるが、一般のRPGとは異なり、お金はその場では得られない。倒した敵の種類と数に応じて主人公の銀行口座にパパからお金が振り込まれ、それを各地にあるキャッシュディスペンサーなどから引き出すことで使用できるようになる。まれに戦闘後に敵がアイテムを落とすことがある。
主人公たち全員が意識不明あるいは石化状態になると全滅になる。本作では全滅した際、ドラゴンクエストシリーズのように所持金を半分にした上で全滅直前の状態で再開するか、ファイナルファンタジーシリーズのように前回のセーブデータに戻るか、プレイヤーが選択することが可能である。全滅後にもう一度チャレンジするかどうか尋ねられたときに「はい」を選ぶと前者となり、主人公だけが復活し、所持金が半分に、主人公のPPが0になった状態で最後にセーブした場所からゲームが再開される。「いいえ」を選ぶと後者となり、タイトル画面が表示され、前回セーブ以降のプレイはすべて無効となる。
戦闘時のコマンドは以下のようになっている。
- たたかう - 装備している武器で通常の物理攻撃を行う。
- PSI - 習得しているPSI（超能力）を使用する。他のコンピュータRPGの呪文・魔法コマンドに相当する。PSIを使用することによりそのPSIに応じたPPを消費する。PSIを使えないキャラクターのコマンドウィンドウには表示されない。
- グッズ - 持っているグッズ（アイテム）の中から1つ選んでグッズを使う。おともだち専用のグッズもある。
- チェック - 敵の能力や弱点を調べる。
- オート - オートバトルモードとなり、プレイヤーキャラクターが自動的に行動する。Bボタンを押すことで解除できる。
- ガード - 防御をして受けるダメージを減らす。
- にげる - 戦闘から逃げる。成功するとは限らない。各メンバーが個別に本コマンドを選択することができ、誰か1人でも成功すると全員が逃げ出すことができる。
- うたう - 最終ボスとの戦闘の途中から登場する。

## ストーリー
1900年代の初頭、アメリカの田舎町・マザーズデイで、ひと組の夫婦が行方不明になった。その後、2年程して夫のジョージだけが町に戻ってきた。しかしジョージは自らの身に起きたことについて一切語らず、不思議な研究に没頭し続けた。そして、妻のマリアが戻ってくる事はなかった。
時は流れ1988年、マザーズデイの町外れの一軒家では、ジョージとマリアを曽祖父母に持つ少年が母親と双子の妹、そして愛犬とともに暮らしていた。ある日、少年の家で突如、家具や人形がひとりでに動き出し少年に襲い掛かった。戦いの末に事態を収め、動かなくなった人形を調べると、オルゴールが鳴り出し、最初のメロディを覚える。少年が自宅の広間へ向かうと、単身赴任中の父親から電話がかかってきた。そこで少年が直前の出来事について話すと、父親は、その現象が曽祖父の研究と関係しているのではないかと語った。話を聞いた少年は自宅の地下室から曽祖父が残した日記と古びたバットを持ち出し、怪奇現象の謎を探るべく旅に出た。
主人公の少年は世界中を旅しながら3人の仲間と出会い、エイトメロディーズの断片のメロディを1つずつ覚え、やがて仲間とともに強大な敵が数多く棲息する山・ホーリーローリーマウンテンに登ることになる。ホーリーローリーマウンテンの一角で曽祖父ジョージが残した巨大ロボットのイヴが仲間に加わるが、山の中で敵の巨大ロボットの襲撃を受け、イヴは相討ちとなり壊れてしまう。イヴの残骸から7番目のメロディを覚えた主人公たちは夢の国マジカントの女王・クイーンマリーのもとに導かれる。主人公たちからメロディを聞き、エイトメロディーズを完全に思い出したマリーが最後まで歌い上げるとマジカントは消滅し、主人公たちもホーリーローリーマウンテンの最奥部に飛ばされる。
そして、主人公たちは完全に覚えたエイトメロディーズを引っ提げ、この世界に異変をもたらしている元凶・ギーグに挑戦する。

## 舞台
現代アメリカを舞台としているが、登場する地域名はすべて架空のものとなっている。町の名前はアメリカの祝日や年中行事の名称から採られているものが多い。大陸横断鉄道「パラダイスライン」により、サンクスギビング、レインディア、ハロウィーン、スノーマンの4つの町が結ばれている。
なお、英語表記が2種類あるものはそれぞれ「日本国内版 / 日本国外版」を表す。

### マザーズデイ / Mother's Day / Podunk
前町長の「口笛を吹きたくなる町にしよう」というスローガンに基づく施政によって周辺地域が整備されている。隣町サンクスギビングのベッドタウンでもある。カーネーションの花はこの町のシンボルとなっている。
マイホーム
主人公の自宅。町の北のはずれに建てられている。
南の墓場 / South Cemetery
町の南に広がる町立共同墓地。1864年創立。何者かの力によりゾンビが現れ、辺りを徘徊している。
カナリア村 / Canary Village
町の北西にある、カナリアの生息地。1907年創立。
シュークリーム動物園 / Chou a la Creme Zoo / Choucream Zoo
町の北にある動物園。1985年創立。飼育されていた動物たちが突然凶暴化したため、外へ逃げ出さないよう閉鎖されている。他では見られない「歌うサル」がいる。

### マジカント / Magicant
一面に桃色の大地が広がる異世界。女王であるクイーンマリーが統治している。
マジカントの町
マジカントの住人が暮らす町。桃色の貝殻のような形をした建物が並んでいる。
クイーンマリーの城 / Queen Mary's Castle
クイーンマリーがいる城。入り口の前には、なぞなぞ好きの守衛が立っている。
クイーンマリーの泉
城の西にある泉。泉の水に触れるとHPが全回復するほか、辺りに生えている赤い草を浸すとHP回復アイテムの「マジックハーブ」に変わる。また、泉に向けてPSIの「テレパシー」を使うと「おたすけじいさん」が現れて毒状態や石化状態を治療でき、『MOTHER1+2』ではさらに銀行に預けたお金を引き出すこともできる。
フライングマンの家 / Flying man's house
城の北にある、鳥人「フライングマン」たちが住む家。
地下大河 / Underground
マジカントの地下に広がる空間。その奥では巨大なドラゴンが眠っている。

### サンクスギビング / Thanksgiving / Merrysville

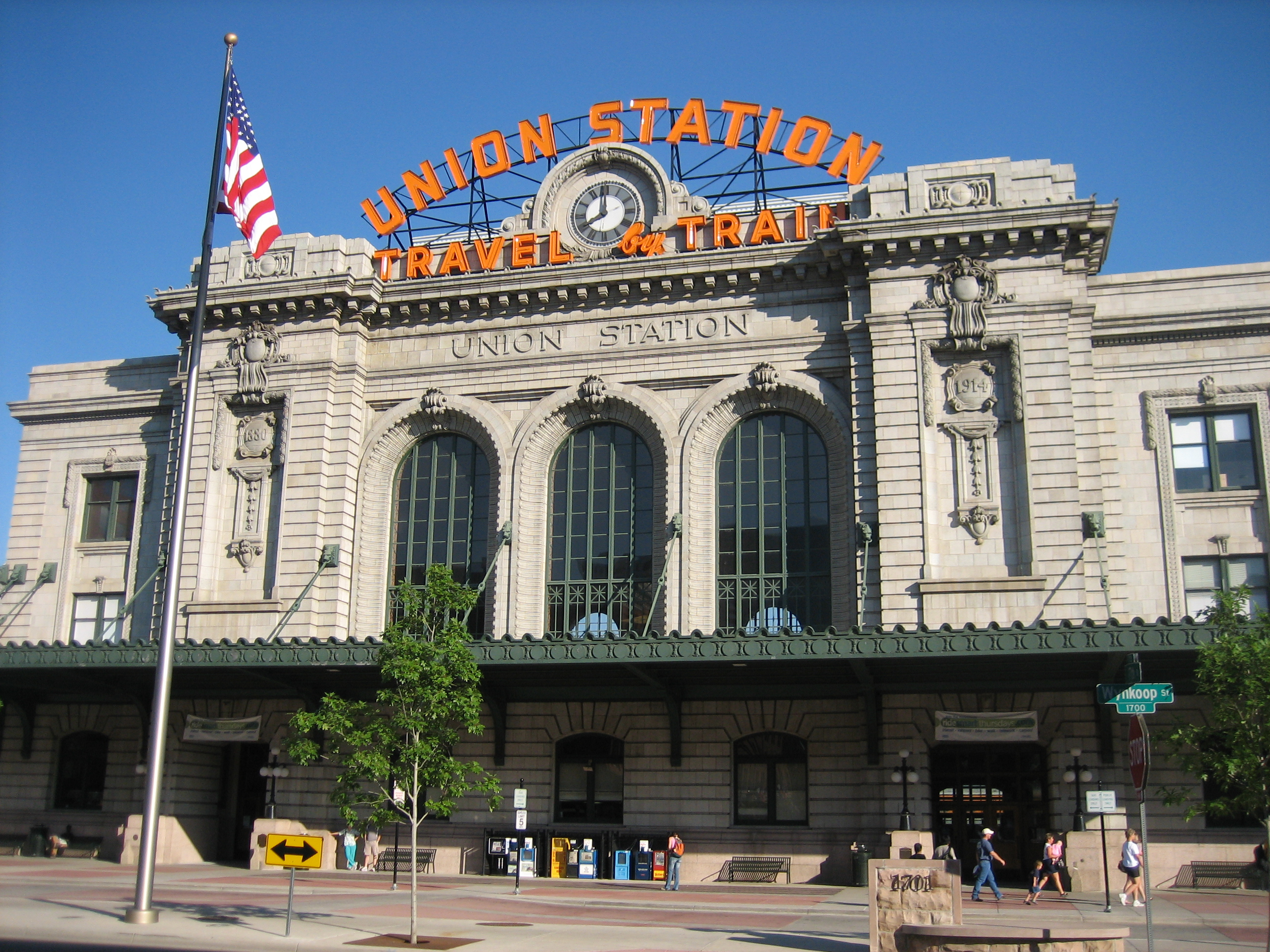
『マザー百科』p.62で「サンタクロース駅」のイメージ画像として用いられたデンバーのユニオン駅

マザーズデイの隣町。実業家ゴルドリッチ・ダンカンの手によって急速に発展したが、近年ではストリップ劇場「ナンバー1」（『MOTHER1+2』では「れいのみせ」と表記）の建設を巡り町政が紛糾している。町の北側には、大陸横断鉄道の駅「サンタクロース駅」がある。
ティンクル小学校 / Twinkle Elementary School
当初はサンクスギビング小学校という名称だったが、マザーズデイから贈られた鐘にちなみティンクル小学校と呼ばれるようになった。内部の理科室には「ヴィムシュタイン」なる科学者が出没し、効果不明の機械類を販売している。
スイートリトル工場 / Sweet Little Factory / Sweet's Little Factory
町の南にある工場。1955年創業。かつてはミサイル生産工場だった。ダンカン工場が完成して以来は稼動を停止している。
ダンカン工場 / Duncan Factory / Duncan's Factory
町の北にある巨大な工場。1969年創業。最上階にはロケットが設置されている。

### レインディア / Reindeer
高級住宅が建ち並ぶ町。他の町に関する様々な噂話が飛び交っている。
預言者の館
町の北西にある建物。300年生きていると噂される預言者の老人が暮らしている。

### ハロウィーン / Halloween / Spookane
怪物たちに占拠された町。かつては鉱山の町として賑わっていたが、現在は住人が山の手に避難している。住人のいなくなった中心街には敵が出現する。
幽霊屋敷 / Ghost House
町の高台に建てられた屋敷。現在では幽霊の巣窟と化し、ここで暮らしていたローズマリー一家は高台の麓に移り住んでいる。屋敷の奥にはひとりでにメロディーを奏でるピアノがある。

### スノーマン / Snowman
雪に覆われた町。町中では風邪が流行している。
教会 / Church / Chateau
町から東に大きく離れた山奥に建っている教会。

### アドベント砂漠 / Advent Desert / Yucca Desert
大陸の北側に広がる砂漠。この東に位置する遺跡にはかつて多くの盗掘者や調査隊がやってきたという。砂漠の一角には、過去の大戦の際に埋められたままの地雷や顔のついたサボテンの生息地もある。伝承では1000年に一度イエス・キリストが再臨する地とされており、「アドベント」の名もそれに由来する。
遊覧飛行場
砂漠のオアシスの近くで、退役した老人が複葉機を用いた遊覧飛行を運営している。搭乗の際に受け取る半券を10枚集めると戦車に乗車できるサービスも行われている。
遺跡 / Historic ruins / Ruins of Desert
砂漠にある古代遺跡。入り口は巨大なロボットにより守られている。内部では多くのサルが棲息している。

### イースター / Easter / Youngtown
アドベント砂漠の南にある森の中の町。大人たちが空飛ぶ船「マザーシップ」によって連れ去られ、町中には子供だけが取り残されている。町の北部にある駅はパラダイス鉄道の一方の終点であるが、隣のサンタクロース駅との間に架かる鉄橋が崩落し線路が途切れており、汽車は運行していない。
ガリクソン家
町の西側の家に住む一家。特殊能力を秘めた赤ん坊がいる。

### 湿地帯 / Swamp
イースターの東に広がる湿地帯。氷河が長い年月をかけて地面を削り取り、迷路のように入り組んだ地形となった。国内唯一のバッファローの狩場。

### バレンタイン / Valentine / Ellay
湿地帯の北部にある町。1950年代には自動車産業が盛んだったが、現在は衰退している。若者の風紀が乱れ、町中では不良集団「ブラックブラッド団」（通称ブラブラ団）が闊歩している。また、警官による不法行為の横行も問題になっている。
ライブハウス / Live House
元ロックンロールミュージシャンが経営するライブハウス。ブラブラ団の溜まり場でもある。
展望台 / Look-Out Tower
町の北部の港にある展望台。屋上に設置された望遠鏡からは、一軒家のある小島が見える。

### ホーリーローリーマウンテン / Holy Loly Mountain / Mount Itoi
バレンタインの東にそびえ立つ山。標高1,013メートル。
山小屋 / Mountain hut
中腹にある山小屋。老人が一人で暮らしている。
工場 / Factory
中腹に広がる湖の底に造られた工場。中には巨大ロボットが安置されている。
山頂 / Summit
巨大な船「マザーシップ」が停泊している。その前には「XX」と刻まれた石碑がある。

## 登場人物

### プレイヤーキャラクター
以下の4人が操作できるキャラクター（プレイヤーキャラクター）として登場し、4人とも名前を任意で設定できる。「ぼく」「おんなのこ」「おともだち」「もうひとりのおともだち」は説明書における呼び名。
ぼく / Ninten
マザーズデイに住む少年。本作の主人公。12歳。青いつばのついた赤い野球帽をかぶり、黄色と青色のボーダーシャツを着ている。動物の言葉を理解する能力を持つ。母親のキャロル、双子の妹ミミー、ミニー、飼い犬のミックと共に暮らしている。単身赴任中の父親はどこか遠い所にいるらしく、長らく会っていない。
主な武器はバット。HPと攻撃力と防御力、スピード等のステータスが全体的に高め。戦闘補助系や回復系のPSIを多数会得するが、おんなのこが使う攻撃系PSIは覚えない。喘息持ちで、戦闘時に敵の排気ガス攻撃を受けると発作が起き一切の行動が取れなくなる。
大の野球好き。守備は右翼手。サンフランシスコ・ジャイアンツのファン。メジャーリーグベースボールの観戦でたまたま隣の席になったシゲオ・ナガシマからサインボールをもらい、宝物にしている。
『マザー百科』『大乱闘スマッシュブラザーズ SPECIAL』では「ニンテン」、小説版では「ケン」、ゲームブック版では「ダグラス」、『大乱闘スマッシュブラザーズX』では「にんてん」の名前が用いられている。
おんなのこ（アナ / Anna / Ana）
スノーマンの教会で父親と暮らしている少女。金髪で桃色のワンピースを着ている。
無くしていた帽子を届けにきた主人公たちとの出会いをきっかけに、行方不明の母親を捜すため主人公たちの仲間に加わる。
主な武器はフライパン。レベルが上がるとPPが大きく上昇し多くの種類のPSIを覚え、その中でもぼくが扱えない様々な攻撃PSIを得意とする。反面HPや攻撃、防御力は全キャラ中最低である為打たれ弱い。スピードも控えめ。
幼い頃からピアノに親しんでいる。ボランティア活動の一環で使用済み切手を集めているほか、趣味として様々な封筒と便箋をコレクションしている。また、日本のペンフレンドのヨシエが送ってくれたアキコ・ヤノのレコード『ただいま』を宝物にしている。
おともだち（ロイド / Loid / Lloyd）
サンクスギビングのティンクル小学校に通う少年。銀髪でメガネを掛け赤いシャツを着ている。
学校では周りの子供たちからいじめられ、屋上のゴミ箱に身を隠している。自分の元を訪れた主人公と共に工場のロケットを探しに向かい、以降も旅に同行する。
主な武器はエアガンなどの銃。PSIは使えないが、様々な専用の特殊アイテムを使用できる。機械の扱いに詳しく、他のメンバーには操作できない機械を扱うことができる。このため仲間に加わっていないとストーリーを進められない箇所がある。HPや攻撃、防御力は控えめで、特にスピードは全キャラで一番低い。
3歳のときに相対性理論の本を見て以来、自分がアインシュタインの生まれ変わりだと確信している。科学的根拠のないものを認めないが、スーパーマンだけは例外で、クラーク・ケントが普段は冴えない「フリ」をしていることに共感を覚えている。
もうひとりのおともだち（テディ / Teddy）
バレンタインにはびこる不良集団「ブラックブラッド団」（ブラブラ団）のボス。リーゼントの髪型でサングラスをかけ、赤いタンクトップを着ている。
ホーリーローリーマウンテンの化け物に両親が殺されて以降、荒れた生活を送っていたが、自身が活動するライブハウスにやってきた主人公と1対1で戦った後、両親の敵討ちのため共に冒険する。メンバー加入時には「おともだち」がメンバーから外れる。
主な武器はナイフ。PSIは使えない為PPは無いが、その他のステータスの成長率は全キャラ中最高。
歌が好きで、ロカビリーナンバーをよく聴く。『MOTHER1+2』や日本国外版のエンディングでは、ライブハウスのトップシンガーとして活躍する姿が見られる。ブラブラ団の構成員である日系人のコヤノから送られた、E.YAZAWAの自叙伝『成り上がり』を愛読する。人の好意を無下にできない性格でもあり、対立するギャンググループ「ジェットリザード団」との抗争で勝利を収めた際、忠誠の証として送られたイグアナを渋々ながら飼っている。

### サブキャラクター
キャロル / Carol
主人公の母親。主人公が家に帰った際には好物を作りパーティ全員を無料で泊めてくれる。
ミミー&ミニー / Mimmy & Minny / Mimmie & Minnie
主人公の双子の妹たち。ミミーはミニーと間違われることを嫌がる。ミニーは主人公たちのアイテムを預かる。預けたり持ち出したりする際に料金等は一切不要。
パパ / Papa
主人公の父親。単身赴任で長期間自宅を離れているが、電話をかけると話すことができ、セーブしてくれる。また主人公の銀行口座にお金を振り込み、電話で話すと前回以降の振込額と現在の口座の残高を教えてくれる。
ゲームを数時間連続でプレイしていると、どこからか電話がかかってきて「少し休憩してみてはどうかね？」と促す。
ファミリーコンピュータ版では姿を一切見せないが、『MOTHER1+2』や日本国外版のエンディングの最後では、ハットを被り外套を着用した後姿が表示される。
ミック / Mick
主人公宅の飼い犬。首輪には家の地下室のカギが掛かっている。
名前の由来は主人公の母親の初恋の相手である。
ピッピ / Pippi
主人公の家の近くの一軒家に母親とともに住む赤髪の少女。マザーズデイ南の墓場に迷い込み行方不明となる。墓場内を探し助け出して家に連れ帰ることになるが、連れ帰っている間はパーティーメンバー扱いとなり、戦闘にも参加しコマンド入力も可能である。この時のステータスは「もうひとりのおともだち」のものが参照されているため、レベルを上げると主人公を超える高ステータスになるが、ピッピを家に帰さないとストーリーを進めることができない。家に帰すと主人公と別れ、その際に「フランクリンバッヂ」をくれる。
のちにイースター東の湿地帯にある別荘にも姿を見せる。
ローラ / Laura
カナリア村にいるカナリア。周囲の人間から「歌姫」と呼ばれるほどきれいな声でさえずる。しかし子供が行方不明になっているらしく、現在はさえずる事もなく姿を隠している。
クイーンマリー / Queen Mary
マジカントの女王。ある歌を忘れたことで思い悩んでいる。
フライングマン / Flying Man
マジカントの北部に住んでいる5人の鳥人。話し掛けるとそのうちの1人が仲間になり、身を呈して主人公を守り続ける。一定のダメージを受けると力尽き、その後、自分たちの家の前に墓が建てられる。戦闘中に攻撃もするが、コマンドを入力することはできず、アイテムやPSIなどで体力を回復させることもできない。
マジカントの外へ連れていくことはできない。フライングマンがいるときにマジカントから脱出するとフライングマンは姿を消す。
ドラゴン / Dragon
地下大河で眠りについているドラゴン。強い者の気配を感じると目を覚まし襲い掛かってくる。古い楽譜を所有している。
忘れられた男 / Forgotten Man
地下大河の出口を塞ぐように立っている厭世的な男。この男が出す質問への答え方によっては、主人公が別の場所に転移させられる。
ガリクソン家 / Garrickson
イースターに住む一家。この家の赤ん坊にテレパシーで呼びかけると「テレポーテーション」のPSIを習得できる。
ジョージ / George
主人公の父方の曽祖父。すでに他界している。かつて妻マリアとともに行方不明になり2年後に1人で帰ってきたが、その後は行方不明中の出来事を周囲に明かさず奇妙な研究に明け暮れた。自宅地下室に日記を残している。
マリア / Maria
主人公の父方の曽祖母。夫のジョージとともに行方不明になり帰ってこないままとなっている。絵とピアノとパッチワークを得意とし、チャリティー活動に熱心な良妻であった。
イヴ / Eve
主人公の曽祖父・ジョージが開発した巨大ロボット。ホーリーローリーマウンテンの湖底の工場で主人公たちの訪れを待ち続け、主人公たちを守るべく仲間に加わる。
ギーグ / Gyiyg / Giegue
地球征服を企む宇宙人。細長い人型に尻尾が生えた体を持ち、液体で満たされた球体の中に入っている。主人公に対し敬語で話しかけてくる一方、地球人全体を侮蔑する言葉も吐く。主人公たちに向けて正体不明の強力な攻撃を繰り出す。

## 他機種版
| No. | タイトル                                      | 発売日                      | 対応機種               | 開発元                    | 発売元 | メディア                            | 型式 | 売上本数 | 備考 |
| --- | --------------------------------------------- | --------------------------- | ---------------------- | ------------------------- | ------ | ----------------------------------- | ---- | -------- | ---- |
| 1   | MOTHER1+2                                     | 2003年6月20日               | ゲームボーイアドバンス | 任天堂                    | 任天堂 | 64Mbitロムカセット                  | -    | -        |      |
| 2   | MOTHER                                        | 2015年6月14日 2015年6月15日 | Wii U                  | エイプ パックスソフトニカ | 任天堂 | ダウンロード (バーチャルコンソール) | -    | -        |      |
| 3   | ファミリーコンピュータ Nintendo Switch Online | 2022年2月10日               | Nintendo Switch        | エイプ パックスソフトニカ | 任天堂 | ダウンロード                        | -    | -        |      |

## 開発
コピーライターの糸井重里は、RPGを将棋のようにかったるいと感じて好きになれなかったが、『ドラゴンクエストII 悪霊の神々』を遊んだことで考えが変わった。他者の仕事に対してヤキモチを妬く性格だったことに加え、考えるうちにRPGに対する疑問（「なぜ、鎧・兜・盾に剣という装備でなくてはならないのか」、「なぜ主人公は勇者でなくてはならないのか」）も浮かんだ。さらに考える中でスティーヴン・スピルバーグがRPGを作ったらどうなるのかという発想に至り、様々なアイデアが浮かんでそれをノートに書き留めた。
その後、糸井はテレビでファミリーコンピュータについて語る機会を得て、その際『スーパーマリオブラザーズ』への恩義からゲームに対して好意的な発言をしたところ、番組を見た当時の任天堂の社長である山内溥から1987年に発売された『中山美穂のトキメキハイスクール』のサジェスチョンとして招かれた。
その機会に、糸井は書き溜めていたアイデアのノートを宮本茂に見せたものの、想像と違う宮本の冷淡な対応にとまどい、帰りの新幹線の中では人生最大級の無力感を味わい涙したという。東京に戻り普段の広告業をこなす日々がだいぶ経った頃、突然任天堂からスタッフを集めたので会ってほしいと電話がかかり、そこからようやくゲーム開発が始まった。
その後、千葉県市川市のアパートに開発拠点を据え、彼らとの信頼関係を築く中で、アイテムのネーミングをユーモラスにするというアイデアが生まれた。これまでの開発現場では「言葉の専門家」がおらず、コピーライターである糸井のアイデアを宮本茂も高く評価していた。
本作の作風はスティーヴン・スピルバーグの冒険映画がモチーフとなっており、父親が登場しないのは『E.T.』のオマージュである。同様の理由からおんなのこの家を教会にしたほか、「Eight Melodies」も讃美歌を意識したものとなった。一方、主人公が喘息持ちという設定は前述の糸井の体質に由来しており、同様の持病を持つプレイヤーを励ましたいという意向もあった。また、ゲーム本編の中でプレイヤーの本名を入れた後、エンドロールでそれが表示されるという演出は、映画『ザ・タイガース 世界はボクらを待っている』の劇中でメンバーのジュリー（沢田研二）が観客に向かって声をかけてくれと呼びかける場面をヒントにしている。
タイトルの『MOTHER』については「今のゲームって非常に父性的なんですよ。父親の罠を息子が攻略していくみたいなね。だから母性的な匂いのするものを作りたかったんです」と語っている。また、「母船」を意味する「マザーシップ」や「物語の母」というテーマ、さらにジョン・レノンのソロアルバム『ジョンの魂』の1曲目の「マザー」からも影響されていると語っている。

## パッケージ・ロゴデザイン
本作のパッケージとロゴのデザインは、当時西武百貨店の広告制作に携わっていたアートディレクターの髙田正治が手掛けている。当時は糸井も西武百貨店のキャッチコピーを制作しており、髙田との仕事の繋がりがあった。
パッケージのデザインは、赤一色の下地にタイトルロゴ等の文字だけが表記されているというシンプルなものになっている。赤色にしたのは糸井の提案によるもので、エルヴィス・コステロ&ジ・アトラクションズのアルバム『ブラッド&チョコレート』のジャケットのオマージュとなっている。一方、髙田は本作がストーリー重視のRPGであることを考慮し「ドーンとタイトルロゴがあって、それだけで訴えられる感じのほうがいい」としてキャラクターを排したパッケージにすることを提案した。こうしたことには、子供向けのデザインが多かった当時のパッケージとの差別化を図る狙いがある。
『MOTHER』の文字の書体はBank Gothicを元に調整したものだが、「O」の部分はリアルな地球として描写されている。『MOTHER』というタイトルについて糸井から「母」「マザーシップ」というキーワードを聞いた髙田は「地球」を連想し、『MOTHER』という母船が地球を包み込んでいるというドラマチックなイメージで描いた。この地球のデザインは、髙田の事務所にあった地球儀の写真を複数枚組み合わせてトレースしたもので、実際の地球の地形と異なるものになるよう意図的に描かれている。
なお、髙田は、『MOTHER2 ギーグの逆襲』のパッケージとロゴのデザイン、および『MOTHER3』のロゴデザインの草案も手掛けている。

## スタッフ
- ディレクション：糸井重里
- ゲーム・デザイン：糸井重里、久礼深雪
- ミュージック・プロデュース：大森昭男、上村律夫
- ミュージック・エフェクト：鈴木慶一、田中宏和
- キャラクター・デザイン：南伸坊、石井達矢
- フィギュア・モデリング：トットリ
- プログラム：なかたにかずや、小野寺正、安間基夫
- シナリオ・アシスト：亀山雅之、今栄生、前岩克知、桜井邦子
- コーディネート：立本正博、川口孝司、加藤圭三、いしいもとひろ、戸田昭吾、さいとうゆかり
- プロデュース：宮本茂
- エグゼクティブ・プロデューサー：山内溥

## 反響
糸井が漫画家・田中圭一との対談で語ったところによると、大ヒットというよりはむしろカルト的な人気に近かったという。

## 評価
- ゲーム誌『ファミコン通信』の「クロスレビュー」では、8・8・8・7の合計31点（満40点）でシルバー殿堂入りを獲得しており[41][38]、レビュアーは、「バランスがイマイチだとか、ストーリーの方向性が希薄だとか、いろいろ賛否はあると思うけど、このゲームはやっぱり力作といってもいいと思う」、「こまかい不満はあるけれど、でもグローバルな目で見たら許せる範囲のもの」、「音楽は必聴に値します」などと評している[41]。
- ゲーム誌『ファミリーコンピュータMagazine』の読者投票による「ゲーム通信簿」での評価は25.50点（満30点）[1]。

| 項目 | キャラクタ | 音楽 | 操作性 | 熱中度 | お買得度 | オリジナリティ | 総合  |
| 得点 | 4.30       | 4.46 | 4.17   | 4.37   | 4.02     | 4.18           | 25.50 |

- ゲーム誌『ユーゲー』では、「徹底された視点の低さは、12歳の男の子から見た『世界』を鮮やかに描き出す。異様にだだっ広いマップは世界の大きさを、独特のパースのついたグラフィックは、そびえ立つ建物の高さを強烈にイメージさせた」、「いつまでも終わらせたくない、心からそう思えるRPG」と評している[39]。
- ゲーム誌『CONTINUE』では、「『名作保証』。傲岸不遜な宣伝文句で登場した第3のRPG『MOTHER』は、やはり名作だった」と評している[40]。

## 関連商品

### 書籍

#### 攻略本
MOTHER マザー必勝攻略法 完全版（1989年9月、双葉社、ISBN 4-575-15145-9）
本作の攻略本。メロディーがすべて揃う所まで攻略されている。
MOTHER 完全攻略本（1989年10月、辰巳出版）
本作の攻略本。スノーマンでおんなのこを仲間にする所までしか攻略されていない。
マザー攻略マップ 裏ワザ大全集（1989年10月、二見書房、ISBN 4-576-89147-2）
本作の攻略本。ゲーム画面をつないで作られたフィールドマップを折り畳んだものが綴じられている。
ファミコン必勝攻略ブック MOTHER 完全版（1989年10月、実業之日本社）
本作の攻略本。メロディーがすべて揃う所まで攻略されている。
MOTHER探検マニュアル（1989年10月、ビジネス・アスキー、ISBN 4-89366-246-5）
本作の攻略本。ぼく視点の文章による攻略となっている。最後まで攻略されており、マップはダンカン工場とホーリー・ローリー・マウンテンへ続く洞窟のみ掲載。
MOTHER 完全攻略マニュアル（1989年11月、冬樹社、ISBN 4-8092-8011-X）
本作の攻略本。2020年代においては価格が高騰しており、2025年（令和7年）3月時点でリサイクルショップの駿河屋では15万円（税込）という高値で販売されている（発売当時の価格は700円）。

#### 小説・ゲームブック
MOTHER―The Original Story（1989年8月、久美沙織、新潮社 新潮文庫、ISBN 4-10-116611-0）
本作の小説化。おんなのこ（アナ）の視点で物語が展開される。物語の大枠は本編と共通しているものの、登場人物の容姿や性格設定などが原作とは大きく異なり、結末も違っている。あとがきによれば、ゲーム完成前のROMのプレイと初期設定資料集を元に書かれているとのことである。
マザー 未知からの挑戦（1989年12月、樋口明雄 / スタジオ・ハード、双葉社 冒険ゲームブックシリーズ、ISBN 4-575-76132-X）
本作の物語を基にしたゲームブック。

#### その他
マザー百科（1989年10月、小学館、ISBN 4-09-104114-0）
本作の公式ガイドブック。ゲームの攻略方法を重視した、いわゆる攻略本とは違い、実在の町や人物の写真を用いて世界を表現するなど、旅行本さながらの装丁となっている。
1ページを割いた「ZIGEN SLIP」の欄には橋本治、いとうせいこう、ホイチョイプロダクション、中沢新一、宮本茂、毛利公信らが、小欄には鴻上尚史、竹田青嗣、井上陽水、久美沙織、天野祐吉、井崎脩五郎、すぎやまこういち、南伸坊らがそれぞれ寄稿している。
アイテム造形はカナイヒロミ、PSIシンボルマークデザインはタナカノリユキ、モンスター造形はトットリ君がそれぞれ担当した。
編集チーフは義江邦夫。執筆陣として、義江邦夫、石井基博、戸田昭吾がクレジットされている。
ゲームソフト『MOTHER1+2』の発売日と同日の2003年6月20日に復刻版が発売された。

### 音楽
MOTHER オリジナル・サウンド・トラック（1989年8月21日、ソニー・ミュージックレコーズ）
本作のサウンドトラック。海外歌手を起用したボーカルアレンジ曲がメインで、全11曲内、2曲がインストアレンジ曲となっている。最終トラックには、ゲーム中の使用BGMの原曲をゲーム進行に沿った形でメドレー形式で編集・収録した『THE WORLD OF MOTHER』が約16分に渡り収録されている。
収録された『Eight Melodies』（主人公たちが集めるメロディ及びエンディング）は本作のCMのBGMとして使用された他、教育出版が1992年に発行した小学6年生向けの音楽の教科書『新版 音楽6』には楽譜が掲載された。
2004年2月18日にはデジタルリマスター版がソニー・ミュージックダイレクトから発売された。『THE WORLD OF MOTHER』の内容が一部変更されているほか、シリーズ2作目『MOTHER2 ギーグの逆襲』の曲『Smiles And Tears』のデモバージョンが追加収録されている。
songs of instrumental（2006年11月8日、SAKEROCK、カクバリズム）
インストゥルメンタルバンド「SAKEROCK」の2ndアルバム。5曲目に『Eight Melodies』のカバー曲が収録されている。
MOTHER MUSIC REVISITED（2021年1月27日、鈴木慶一、日本コロムビア）
『MOTHER オリジナル・サウンド・トラック』収録のボーカル曲を作曲の鈴木自身がリアレンジしボーカルも担当した楽曲を収録。
DELUXE盤はCD2枚組となっており、2枚目はゲーム音源を収録している。

### ゲームソフト
大乱闘スマッシュブラザーズDX
対戦ステージ「オネット」のBGMとして「Bein' Friends」「Eight Melodies」をアレンジしたメドレー曲と、「Pollyanna (I Believe In You)」のアレンジ曲が、それぞれ「マザー」「マザー裏」のタイトルで用いられている。
大乱闘スマッシュブラザーズX
ゲーム内の収集要素である「シール」の一つとして、本作の主人公が「にんてん」の名前で登場する。BGMには、前作の2曲に加え、「Humoresque Of A Little Dog」（ドラッグストアのBGM）と「Snow Man」のアレンジ曲が新規に収録されている。また、ネスとリュカの乱闘勝利ジングルとしてアレンジされた「Mother Earth」（タイトルBGM）が採用されている。
大乱闘スマッシュブラザーズ for Nintendo 3DS / Wii U
『for Nintendo 3DS』では本作の「マジカント」が対戦ステージとして登場する。この中では時折背景に本作の一場面が表示されるほか、5人のフライングマンが登場し、倒された際には原作同様に家の前に墓が建つ。また、モードの一つ「フィールドスマッシュ」では本作の敵キャラクター「スターマン」と「マッドカー」が登場する。
「スターマン」は『for Nintendo 3DS / Wii U』双方で、対戦を支援するキャラクター「アシストフィギュア」としても登場する。また、BGMには『DX』の2曲と『X』の「Snow Man」のほか、前述の「マジカント」ステージ曲として、「Magicant」と「Eight Melodies」のアレンジメドレー曲が「マジカント/エイトメロディーズ(MOTHER)」のタイトルで収録されている。
大乱闘スマッシュブラザーズ SPECIAL
前作に登場した対戦ステージの「マジカント」、アシストフィギュアの「スターマン」が続投されている。前作までに登場した本作を出典とする楽曲は全て続投された他、新たに「Magicant」が桜庭統の編曲により「マジカント」のタイトルで収録されている。また、ネスとリュカの乱闘勝利ジングルにアレンジされた「Eight Melodies」の一節が使用されている。
本作からの新システム「スピリッツ」にはニンテン、アナ、ロイド、テディなど、本作のキャラクターも採用されている。